# 도거 뱅크 사건

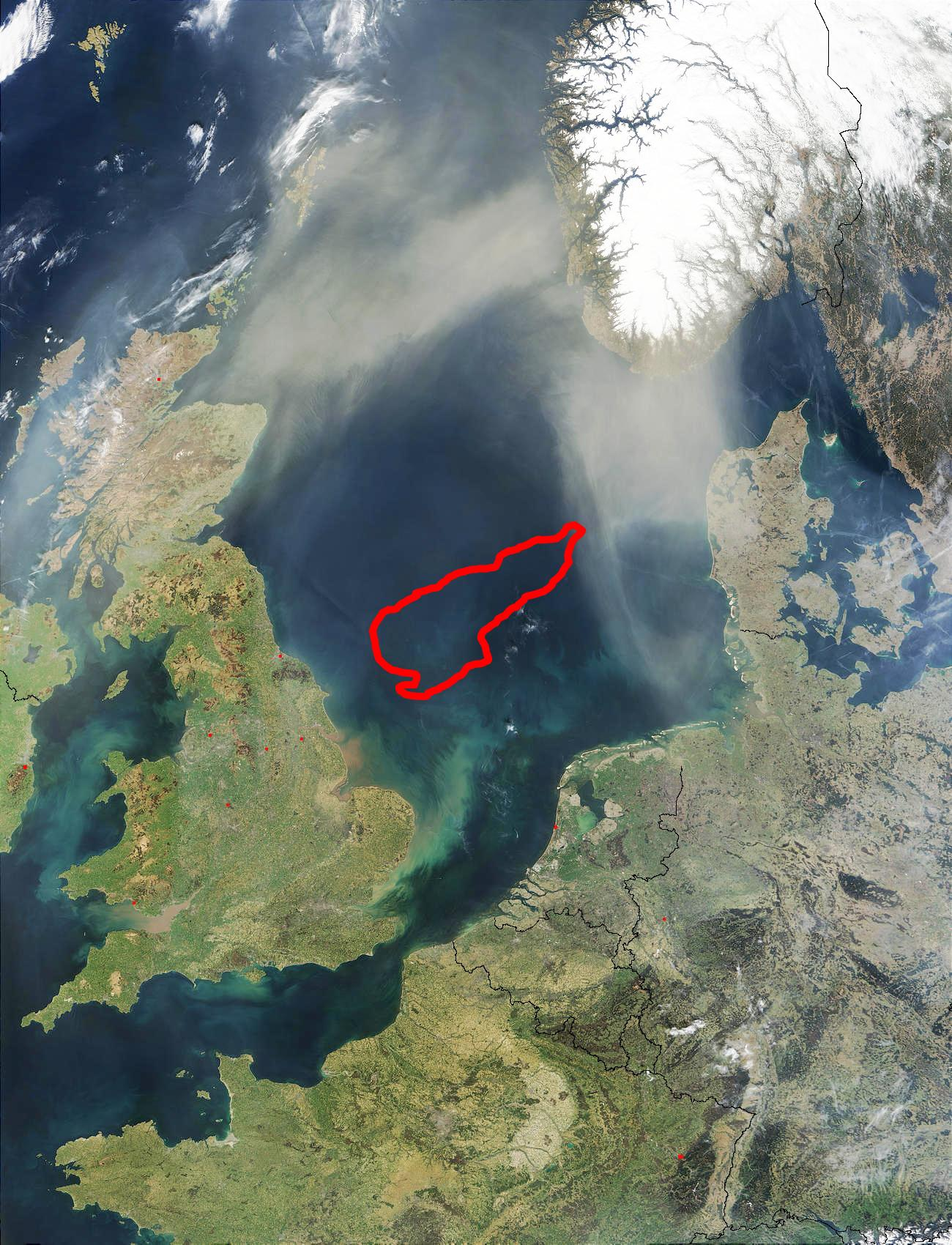
북해에서 도거 뱅크의 위치

도거 뱅크 사건(Dogger Bank Incident)은 러시아 제국 해군의 발틱 함대가 러일 전쟁 때 극동으로 향하다가 북해의 도거 뱅크 부근에서 1904년 10월 21일 자정부터 다음날 22일 새벽에 걸쳐 영국 어선을 공격하여 어민에게 사상자가 발생한 사건이다. 헐 사건(영어: Incident of Hull, 러시아어: Гулльский инцидент), 북해 사건이라고도 불린다. 이 사건은 하마터면 대영제국과 러시아 제국 간의 전쟁으로 비화될 뻔하기도 했다.

## 배경
1904년 일본과의 러일 전쟁을 벌이고 있던 러시아 제국은 해상 전력으로 일본 제국 해군에 대항하기 위해 발트해를 담당하는 발틱 함대의 주력을 제2태평양 함대로 재편하고 극동에 돌리기로 결정했다. 10월 15일, 로제스트벤스키 제독이 이끄는 발틱 함대는 리바우 군항을 출항했다.
일본은 당시 세계 바다의 지배자인 영국과 동맹 관계(영일 동맹)에 있었다. 따라서 러시아는 일본 함대가 극동까지의 경로 어딘가에서 기습 공격을 할 것이라는 것도 염두에 두고 있었다. 러시아는 세계 각지에서 에이전트를 고용하여 일본 함대의 동향을 감시했다. 하지만 이것이 화근이 되었다. 에이전트는 포상금을 노리고 일본의 어뢰정을 발견하여 세계 각지에서 정보를 보내온 것이다.
스카게라크 해협을 빠져 나와 북해로 나온 발틱 함대는 신경과민에 빠져 있었다. 발트 해를 나오면 영국 제해권 하에 놓여 있기 때문이었다. 러시아가 고용한 에이전트는 이 해역에서 일본의 어뢰정이 매복하고 있다고 보고했다. 일본 측이 거짓 정보를 흘렸다는 증언도 남아 있다.

## 과정
10월 21일 저녁, 발틱 함대는 짙은 안개 속 도거 뱅크 부근을 진행했다. 이 계절의 북해는 아침, 저녁으로 짙은 안개가 덮이는 경우가 많았다. 공작선 ‘캄차카’가 단 함으로 100여 km 선행하고 있었지만, 기관 고장 때문에 지연되어 행방불명이 되어 있었다. 21일 오후 8시 45분, 그 ‘캄차카’에서 기함 ‘크냐지 수보로프’에 “하느님! 어뢰정에 추적을 받고 있다”고 무선 통신을 보내왔다.
- К · 스보: “몇 척? 어느 방향에서?”
- 캄차카 : “사방에서”
- К · 스보로프 : “어뢰정은 몇 척인가? 상세하게 알려라”
- 캄차카 : “어뢰정 8척”
- К · 스보로프 : ‘거리’
- 캄차카 : ‘1 케이블’(183m)

그리고 ‘캄차카’는 통신을 끊었고, 함대는 긴장에 휩싸였다. 22일 오전 0시 넘어 갑자기 ‘전투 배치’ 나팔이 울리고 이어 “어뢰정이다, 어뢰 공격이다”, “구축함이다, 우리는 당했다”라는 목소리가 들려왔다. 포수는 공포에 젖어 어두운 바다를 향해 맹목적으로 발포했다. 함교에서 적으로 보이는 수 많은 등불이 확인되었고, 서로 발광 신호를 보내고 있는 것 같았다. 몇 척의 소형 증기선이 탐조정에 비춰졌고, 이 중 한 척이 전함 ‘알렉산드르 3세’를 향해 돌진해 오는 것 같았다. ‘알렉산드르 3세’와 ‘크냐지 수보로프’는 소형 기선에 포탄을 퍼부어 격침시켰다.
마침내 로제스트벤스키 결국 어떤 일이 일어났는지를 인식하고 미친 듯이 고함을 계속 질렀다. “잘도 이런 바보 같은 일을 했구나! 잘 봐라! 저것은 어선이다.”

### 싸움닭 함대의 격침
도거 뱅크에서는 어업이 번성했고, 영국 헐 항구에서 40 ~ 50척의 트롤 어선이 매일 같이 출어했다. 어선은 100톤 정도로 각각 8~9명이 탑승해 있었다. 어선단 확실히 ‘싸움닭 함대’(Gamecock fleet)라고 불렀지만, 비무장 민간 선박이었다. 이날도 평소와 같이 ‘싸움닭 함대’가 도거 뱅크에서 조업을 하고 있었는데, 멀리서 군함이 보였고 그 후 갑자기 발포를 해왔다. 어민들은 놀라서 자신이 누구인지 보여주기 위해 큰 가자미를 흔들었다. 동료는 대구를 흔드는 등 노력했지만 허사였다. 어선은 어망을 절단하고 피하려고 했지만, 불행하게도 러시아 함대에 접근해 있었기 때문에 ‘크레인 호’가 맹렬한 공격을 받아 침몰했고, 선장과 승무원 1명 총 2명이 사망했다. ‘마이노 호’에서도 6명이 부상당했고, 그 중 1명은 반년 후에 사망했다.
러시아 함대도 안정을 되찾았다. 전함 ‘오룔’은 6인치포 17발과 그 외에 포탄 500발을 발사했다. ‘오룔’에서 발사된 포탄 가운데 5발이 방호순양함 ‘아부로라’에 명중했고, 종군 사제가 한쪽 팔을 잃는 중상을 당하고 후일 사망했으며 여러 명이 부상을 당했다. 장갑순양함 ‘드미토리 돈스코이’도 피해를 입었다.

### 영국 언론
어선이 반기를 걸고 헐 항구에 귀항하자 사람들이 무리지어 몰려왔다. 더 난처한 사실은 발틱 함대가 피해자를 구출하려고도 하지 않고 떠나 버렸다는 것이었다. 트라팔가 해전 기념일에 발생한 이 사건에 대해 영국 여론은 격앙되었다. 군중들은 트라팔가 광장에 모여 야만인들에 대해 단호한 조치를 취하도록 요구하며 시위를 벌였다. 신문은 발틱 함대를 ‘해적’, ‘미친 개’라고 비난했고, 국왕 에드워드 7세는 “가장 비겁한 폭행 사건이다”라고 보고서의 여백에 추가로 썼다.
반면 일본의 주가는 올랐다. 헐 시티에서 사망한 어부의 장례식이 열린 날, 시기를 놓치지 않고, 도쿄 시장 오자키 유키오가 조전을 보냈다. 주영 일본 공사 하야시 다다스는 도거 뱅크에서의 사건에 “일본인은 전혀 관여하지 않았다”는 공식 성명을 발표했다.
도버 해협을 모르는 척 통과한 발틱 함대에게 영국 해군은 순양함대를 출격시켰고, 스페인의 비고 항구까지 추적했다. 영국 정부는 스페인 정부에 대해 발틱 함대에게 석탄은커녕 마실 물까지도 공급한다면 중립 위반이라는 경고를 보내 영국과 러시아 사이에 긴장이 고조되었다.

## 사후 처리

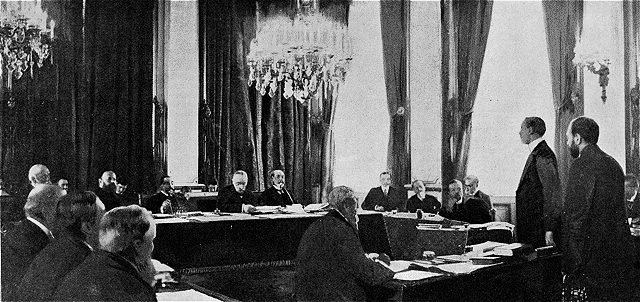
국제 조사 위원회 회기

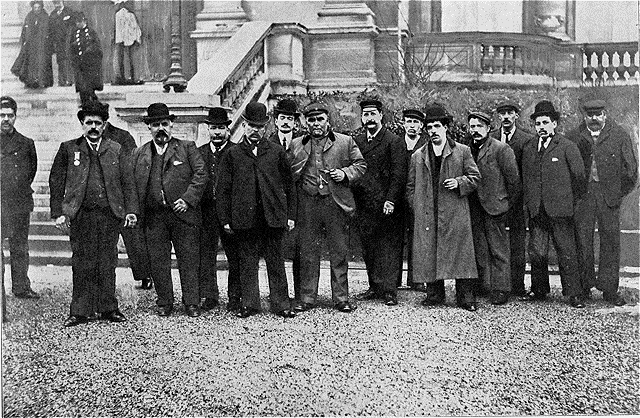
파리 회담장 앞에서 증언을 하기 위해 참석한 영국 어부들

비고 항에서 로제스트벤스키는 발틱 함대의 행동에 대해 “바다 위에 2척의 어뢰정이 존재했기 때문에 우발적으로 발생했다”고 설명하고 ‘다른 행동을 취할 수 없다고 생각되는 환경’에서 발생한 희생자에 대해 “진심으로 애도를 표한다”는 사과를 했다. 어쨌든 영국에서는 일시적으로 흥분을 가라앉혔다.
사건의 인증을 위해 12월에 파리에서 국제 심사위원회가 개최되었다. 그리고 그 심사보고서는 ‘캄차카’가 이 사건 이전에도 몇 척의 외국 선박에 발포한 사실을 밝혔고, 책임 소재와 정도를 거기에서 언급했다.
러시아 정부는 사망 또는 부상당한 어민에 대한 보상금으로 6만 5,000 파운드를 지불하고, 침몰한 저인망 어선 대신 새로운 배를 제공하는 것에 동의했다.

## 영향
이 사건으로 인해 시민 수준에서 반러시아, 친일의 기운이 생성되었고, 영국 본토도 식민지에서 ‘발틱 함대’의 입항을 거부하게 했다. 또한 당시 선박의 주요 연료로 영국이 공급의 대부분을 지배하고 있었던 ‘무연탄’의 보급도 거부했다. 또한 발틱 함대의 동해 진출 시 만족한 보급도 채우지 못해 승무원은 상당히 피폐했던 것으로 보인다. 이 무연탄 공급 중단은 쓰시마 해전에서 속도가 몇 노트 떨어졌으며, 이것이 추격전에서 일본이 일방적인 전과를 올렸던 요인이 되었다.